# Andrea Lázaro García
Andrea Lázaro García (* 4. November 1994) ist eine spanische Tennisspielerin.

## Karriere
Lazaro García begann mit fünf Jahren das Tennisspielen und bevorzugt Hartplätze. Sie spielt vor allem auf der ITF Women’s World Tennis Tour und konnte dort bislang zehn Titel im Einzel und acht im Doppel gewinnen.

## Turniersiege

### Einzel
| Nr. | Datum              | Turnier                  | Kategorie   | Belag     | Finalgegnerin          | Ergebnis              |
| --- | ------------------ | ------------------------ | ----------- | --------- | ---------------------- | --------------------- |
| 1.  | 7. April 2012      | Torrent                  | ITF $10.000 | Sand      | Giulia Gatto-Monticone | 6:0, 3:6, 4:1 Aufgabe |
| 2.  | 21. Juli 2013      | Valladolid               | ITF $10.000 | Hartplatz | Camilla Rosatello      | 6:3, 3:6, 6:0         |
| 3.  | 9. September 2018  | Monastir                 | ITF $15.000 | Hartplatz | Caroline Romeo         | 7:64, 6:4             |
| 4.  | 16. September 2018 | Monastir                 | ITF $15.000 | Hartplatz | Victoria Muntean       | 6:0, 6:2              |
| 5.  | 13. Oktober 2019   | Riba-Roja de Túria       | ITF W25     | Sand      | Marie Benoit           | 7:64, 7:5             |
| 6.  | 6. Februar 2022    | Manacor                  | ITF W25     | Hartplatz | Elsa Jacquemot         | 2:6, 7:62, 6:1        |
| 7.  | 28. Januar 2024    | Antalya                  | ITF W15     | Sand      | Andreea Prisăcariu     | 4:6, 6:3, 6:1         |
| 8.  | 28. April 2024     | Santa Margherita di Pula | ITF W35     | Sand      | Lisa Pigato            | 7:64, 6:3             |
| 9.  | 28. Juli 2024      | Casablanca               | ITF W35     | Sand      | Carlota Martínez Círez | 7:62, 6:3             |
| 10. | 8. Juni 2025       | Caserta                  | ITF W75     | Sand      | Alice Ramé             | 4:6, 6:3, 6:3         |

### Doppel
| Nr. | Datum              | Turnier               | Kategorie   | Belag             | Partnerin                 | Finalgegnerinnen                    | Ergebnis          |
| --- | ------------------ | --------------------- | ----------- | ----------------- | ------------------------- | ----------------------------------- | ----------------- |
| 1.  | 30. Juni 2018      | Hammamet              | ITF $15.000 | Sand              | Irene Burillo Escorihuela | Fernanda Brito Melissa Morales      | 6:4, 6:4          |
| 2.  | 8. September 2018  | Monastir              | ITF $15.000 | Hartplatz         | Paula Arias Manjón        | Chiraz Bechri Andrea Ka             | 6:1, 6:0          |
| 3.  | 15. September 2018 | Monastir              | ITF $15.000 | Hartplatz         | Paula Arias Manjón        | Nadia Echeverría Alam Anna Popescu  | 7:5, 6:0          |
| 4.  | 7. September 2019  | Marbella              | ITF W25     | Sand              | Irene Burillo Escorihuela | Arantxa Rus Gabriella Taylor        | 5:7, 6:4, [10:4]  |
| 5.  | 29. Januar 2022    | Manacor               | ITF W25     | Hartplatz         | Fernanda Contreras Gómez  | Tereza Mihalíková Linda Nosková     | 6:1, 6:4          |
| 6.  | 4. Februar 2022    | Manacor               | ITF W25     | Hartplatz         | Fernanda Contreras Gómez  | Tereza Mihalíková Linda Nosková     | 6:1, 3:6, [10:6]  |
| 7.  | 1. Juli 2022       | Montpellier           | ITF W60     | Sand              | Andrea Gámiz              | Estelle Cascino Irina Chromatschowa | 6:4, 2:6, [13:11] |
| 8.  | 14. Oktober 2022   | Cherbourg-en-Cotentin | ITF W25     | Hartplatz (Halle) | Irene Burillo Escorihuela | Ankita Raina Rosalie van der Hoek   | 6:3, 6:4          |